# کلیتن (اکلاهما)
کلیتن(به انگلیسی: Clayton) شهری در ایالت اکلاهما کشور ایالات متحده آمریکا است که جمعیت آن در سرشماری سال ۲۰۱۰ میلادی، ۸۲۱ نفر بوده‌است.